# The Dell
The Dell var en fotbollsarena i Southampton i England som var hemmaarena för Southampton FC. Den invigdes 1898 och revs 2001, efter att klubben samma år flyttat till nybyggda St Mary's Stadium.
The Dells publikrekord sattes den 8 oktober 1969, då 31 044 personer såg Saints förlora mot Manchester United. I början av 1990-talet byggdes den om till enbart sittplatser, en anpassning efter Hillsborougholyckan. Publikkapaciteten blev därmed strax över 15 000 personer, vilket gjorde The Dell till en av de minsta arenorna i den engelska elitfotbollen. Det var detta som till slut fick Southampton FC att lämna arenan, efter att ha brukat den under 103 år. Efter rivningen byggdes bostäder på platsen.